# Gruaro
Gruaro  (Gruàr o Gruèr in veneto, Gruâr in friulano) è un comune italiano di 2 695 abitanti della città metropolitana di Venezia in Veneto. Gruaro, come gran parte del veneto orientale, in origine era parte integrante della Patria del Friuli ovvero la regione storica del Friuli. Infatti ancora oggi nel comune e nelle zone limitrofe viene parlato il friulano.

## Geografia fisica

### Territorio
Gruaro è un comune di origine medioevale nella campagna del Veneto Orientale al confine col Friuli. La zona è ricca di canali e specchi d'acqua, come il Lemene ed il Versiola. Il comune offre diversi punti d'interesse storico, artistico e naturalistico sia in aperta campagna come i molini di Stalis, che dell'abitato come la Chiesa di San Tommaso apostolo della frazione di Bagnara (famosa per l'organo centenario e gli affreschi).

### Idrografia: il Lemene e i porti fluviali
Tutti i corsi d'acqua presenti nel comune affluiscono nel fiume Lemene, corso d'acqua che score nella parte orientale del comune, con asse nord - sud, storicamente importante grazie alla sua navigabilità.
Il comune possedeva due porti fluviali, entrambi sorti sul Lemene:
- Portogruaro: Il cui toponimo deriva da porto, appellativo che risale a dopo il 1140, e Gruaro, infatti in origine era il porto fluviale di Gruaro per i commerci, poi resoci indipendente.
- Portovecchio: Oggi frazione del comune di Portogruaro, originariamente chiamato Portoveteri, era un porto fluviale in possesso al comune di Gruaro.

## Origini del nome
Gruaro ha un'etimologia dibattuta. Può derivare da gru (in latino grūs) con un suffisso dal valore collettivo -ārius, data l'antica natura di zona paludosa e ricca di acquitrini come evidenziato dal nome della frazione Bagnara. Molto meno plausibile, data l'assenza di voci simili in fonti venete, la derivazione da gruarius, ‘guardiano del bosco’. Più probabile che Gruaro derivi da grava ‘ghiaia’ o ‘terreno alluvionale’, voce ampiamente attestata nel territorio e sostenuta anche dalla fonte attestata Growario. per quanto riguarda la formazione della parola, si può ricondurre a un (campus) gruarius da un precedente *gravarius.

## Storia

### Epoca romana
Si ritiene, sulla base anche di recenti ritrovamenti archeologici, che un centro abitato fosse esistente già in età romana nell'area di Concordia. È recente la scoperta di un sarcofago del IV secolo d.C.

### Dal 800 al 1200: Il Santo Romano Impero Germanico e la Patria del Friuli
Risalgono all'838 le prime notizie di vita comunale, quando l'imperatore Lotario I concede alcuni territori all'abbazia di Sesto al Reghena dell'ordine dei benedettini. A loro si attribuisce la formazione del centro urbano che fu fortificato, sempre ad opera dei monaci, con la costruzione di un castello.
Nel 1140 fu redatta la concessione del vescovo Gervino, che viene considerata il suo atto di nascita.
A Gruaro, nel 1294, avvenne un miracolo eucaristico. Su una tovaglia, proveniente dalla chiesa di San Giusto, sarebbero apparse macchie di sangue, prodotte da un'ostia consacrata rimasta tra le pieghe del tessuto. Oggi la reliquia è conservata a Valvasone per volere degli allora signori feudali. Un monumento a ricordare l'accaduto è posto di fronte alla chiesa.

### Dal 1500 al 1700: la Serenissima
Durante il XV secolo il Principato di Aquileia venne sottomessa dalla Serenissima e il territorio venne incorporato nella Repubblica di Venezia.  Risale al XV secolo la parrocchiale, oggi dedicata a san Giusto, la cui facciata si fregia di due grandi affreschi del XVI secolo raffiguranti San Cristoforo e il Patrono.
È del 1463 la chiesa di San Tommaso Apostolo, con un pregevole lunotto e affreschi. Allo stesso periodo appartengono la cappella di Santa Elisabetta e la chiesa di Sant'Angelo. Di epoca più tarda è la chiesa di San Giovanni. Infine, risale al Settecento Villa Fadelli-Ronzani, fedele esempio di casa padronale di campagna. Sempre in territorio gruarese, in località Molini di Stalis vi sono i mulini recentemente restaurati che furono citati nel libro Le confessioni d'un italiano di Ippolito Nievo.

### Dall'annessione al Regno d'Italia ad oggi
Con il Regno d'Italia napoleonico conobbe una nuova fase, divenendo comune del Dipartimento di Passariano (oggi Pordenone e Udine). Con il Regno del Lombardo-Veneto venne trasferita alla provincia di Venezia.
A Gruaro, nel marzo del 1933 fu sperimentato un vaccino contro la difterite che provocò la morte di 28 bambini.

### Simboli
Lo stemma e il gonfalone del comune di Gruaro sono stati concessi con decreto del presidente della Repubblica del 14 aprile 1970.
Il gonfalone è un drappo partito di bianco e di rosso.

## Società

### Evoluzione demografica
Abitanti censiti

### Etnie e minoranze straniere
Al 31 dicembre 2015 gli stranieri residenti nel comune sono 124, ovvero il 4,41% della popolazione. Di seguito sono riportati i gruppi più consistenti:
1. Romania, 43

## Amministrazione
| Periodo | Periodo   | Primo cittadino    | Partito       | Carica  | Note |
| ------- | --------- | ------------------ | ------------- | ------- | ---- |
| 1990    | 2004      | Giacomo Gasparotto | centro-destra | Sindaco |      |
| 2004    | 2009      | Stefano Bortolussi | centro-destra | Sindaco |      |
| 2009    | in carica | Giacomo Gasparotto | centro-destra | Sindaco |      |

## Referendum
Il comune, insieme con alcune altre località vicine, essendo zona di confine con il Friuli-Venezia Giulia e in parte abitate da cittadini parlanti il friulano, negli ultimi anni è stato oggetto di un'iniziativa istituzionale per ottenere il passaggio dalla regione Veneto alla regione autonoma Friuli-Venezia Giulia.
Nel comune di Gruaro, il 26 e 27 marzo 2006, contemporaneamente ai comuni limitrofi di Pramaggiore, Cinto Caomaggiore e Teglio Veneto si è tenuto un referendum (vedi progetti di distacco-aggregazione di comuni) per chiedere alla popolazione di far parte integrante della regione Friuli-Venezia Giulia. Il risultato del referendum è stato negativo a causa del mancato raggiungimento del quorum.

## Sport

### Calcio
La principale squadra di calcio della città è stata l'A.C.D. Gruaro che militava nella sua ultima stagione (2018/2019) prima della sua scomparsa nel girone O veneto di Seconda Categoria.